# Christophe Laurent

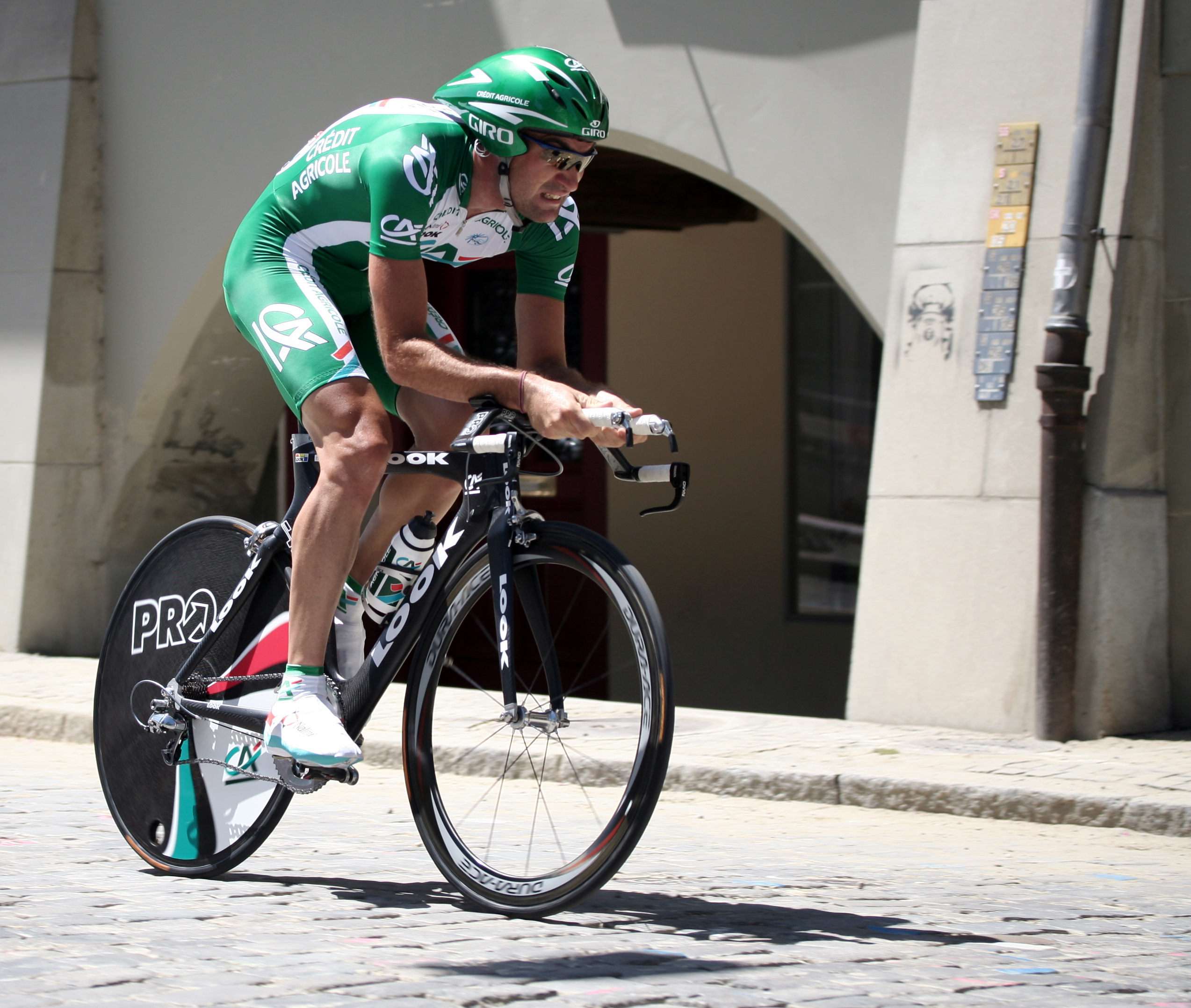
Christophe Laurent an Tour de Suisse 2007 in Bern

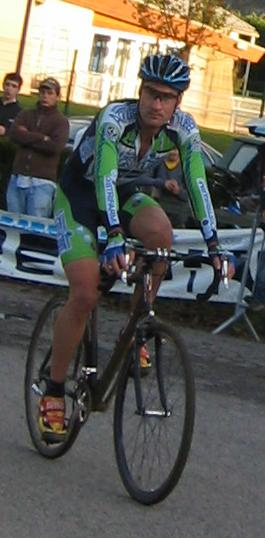
Laurent (2006)

Christophe Laurent (* 26. Juli 1977 in Mende) ist ein ehemaliger französischer Radrennfahrer.
Christophe Laurent begann seine Profikarriere 2002 bei dem französischen Radsportteam Jean Delatour. In seinem ersten Jahr wurde er Zweiter auf einer Etappe der Tour de l’Avenir und gewann die Bergwertung. Beim 64. Radrennen Paris-Nizza (Paris–Nizza 2006) führte er drei Tage lang die Bergwertung an und wurde am Ende in der Gesamtbergwertung Zweiter hinter David Moncoutié, der ihm das Trikot am letzten Tag abnahm.
2004 nahm Laurent zum ersten Mal an der Tour de France teil und beendete sie auf dem 134, bei seiner zweiten Teilnahme 2006 belegte er Platz 126.
Nach der Saison 2010 beendet Laurent seine Karriere als aktiver Radrennfahrer.

## Erfolge
2009
- eine Etappe Rhône-Alpes Isère Tour

2010
- Mannschaftszeitfahren Tour du Gévaudan Languedoc-Roussillon

## Teams
- 2002 Jean Delatour
- 2003 Jean Delatour
- 2004 R.A.G.T. Semences-MG Rover
- 2005 Agritubel
- 2006 Agritubel
- 2007 Crédit Agricole
- 2008 Garmin-Chipotle
- 2009 Agritubel
- 2010 VC Lyon Vaulx-en-Velin